# Ludowy Front Wyzwolenia Palestyny – Główne Dowództwo
Ludowy Front Wyzwolenia Palestyny – Główne Dowództwo (arab. ‏الجبهة الشعبية لتحرير فلسطين- القيادة العامة‎) – zbrojna palestyńska organizacja nacjonalistyczna.
Wojskowym skrzydłem grupy są Brygady Męczennika Dżihadu Dżibrila.

## Historia
Utworzony został w październiku 1968 roku przez rozłamowców z Ludowego Frontu Wyzwolenia Palestyny Georgesa Habasza. Założycielem i liderem LFWP-GD jest Ahmad Dżibril, polityk ten odszedł z LFWP w proteście przeciw nasilającym się w ruchu marksistowskim tendencjom i opowiedział się za działaniami zbrojnymi bez formułowania ideologii. Do utworzonej przez Dżibrila organizacji przystąpiło 25% członków LFWP.
Znany jest przede wszystkim z działalności terrorystycznej. Działania zbrojne prowadzi z obszaru Libanu, gdzie znajdują się jego obozy treningowe.
W sierpniu 1969 roku formacje opuścili naseryści na czele z Ahmedem Zaarurem, secesjoniści założyli Organizację Palestyny Arabskiej, nowa formacja nie utrzymała się długo i w 1971 roku zgłosiła akces do al-Fatahu.
W 1975 roku LFWP–GD włączył się w wojnę domową w Libanie, w której poparł libańską lewicę zrzeszoną w Libańskim Ruchu Narodowym.
W 1976 roku w grupie doszło do kolejnego rozłamu, LFWP–GD opuścił Abu Abbas, który założył Front Wyzwolenia Palestyny. Rozłam nastąpił po tym, gdy kierownictwo LFWP–GD poparło działania Sił Zbrojnych Syrii wymierzone w obozy Organizacji Wyzwolenia Palestyny w Libanie. W kolejnych latach, a w szczególności w 1977 roku dochodziło do walk pomiędzy bojownikami LFWP–GD i Frontu Wyzwolenia Palestyny.
Szczególną aktywność wykazał w trakcie pierwszej intifady.
W 2006 roku u boku Hezbollahu uczestniczył w II wojnie libańskiej.
Od 2011 roku uczestniczy w syryjskiej wojnie domowej, w której wspiera siły prezydenta Baszszara al-Asada.
W październiku 2014 roku palestyńscy bojownicy starli się w libańskiej dolinie Bekaa z dżihadystami z Dżabhat an-Nusra.
W ostatnich latach prowadzi ostrzał rakietowy terytorium Izraela, pociski rakietowe odpalane są z terenu południowego Libanu.

## Wybrane ataki przeprowadzone przez grupę
- W lutym 1970 roku terroryści zdetonowali ładunek wybuchowy podłożony w szwajcarskim samolocie. W zamachu zginęło 47 osób[5][21].
- W maju 1970 roku bojownicy zaatakowali autobus jadący z moszawu Awiwim. 12 Izraelczyków zginęło[5].
- W czerwcu 1971 roku terroryści próbowali wysadzić samolot linii El Al na lotnisku w Tel Awiwie[22].
- We wrześniu 1971 roku bojownicy usiłowali wysadzić samolot linii El Al na lotnisku w Londynie[22].
- W kwietniu 1974 roku organizacja przeprowadziła zamach w Kirjat Szemonie. Terroryści zabili 18 Izraelczyków[5].
- 13 sierpnia 1977 roku aktywiści grupy przeprowadzili ataki bombowe na biura Frontu Wyzwolenia Palestyny w Bejrucie. W zamachach zginęło około 200 osób[15].
- LFWP-GD przeprowadził zamach bombowy na bejrucką siedzibę FWP, w którym zginęło około 100 osób[23].
- W 1983 roku fedaini porwali trójkę izraelskich żołnierzy, których w maju 1985 roku wymienili na 1150 Palestyńczyków więzionych w Izraelu[5].
- W listopadzie 1987 roku terrorysta zaatakował obszar Izraela z wykorzystaniem paralotni (noc szybowców). W akcji zginęło sześciu izraelskich żołnierzy, a siedmiu zostało rannych. Atak dał początek pierwszej intifadzie[5][21][24].

## Struktury i liczebność
Siedziba ugrupowania mieści się w Damaszku. LFWP-GD posiada bazy wojskowe w Libanie na terenie wzgórz Naameh i w dolinie Bekaa.
W 2015 roku Departamentu Stanu USA szacował liczbę członków formacji na kilkuset.
Największą popularnością cieszy się wśród palestyńskich uchodźców w Libanie, jest natomiast bardzo słaby w Autonomii Palestyńskiej.

## Relacje z innymi grupami palestyńskimi
Bojkotuje Organizację Wyzwolenia Palestyny, którą bezpowrotnie opuścił w proteście przeciwko dopuszczeniu przez OWP możliwości istnienia Izraela. Główne Dowództwo LFWP szczególnie wrogo nastawione jest do al-Fatahu, umiarkowanej organizacji wiodącej w OWP przewodnią rolę.
Należy do Połączonych Sił Palestyńskich skupiających przeciwników porozumień z Oslo. W przeszłości zrzeszony był we Froncie Odmowy i Palestyńskim Froncie Ocalenia Narodowego, koalicjach najbardziej radykalnych frakcji palestyńskich.

## Sojusz z Hezbollahem
Libański Hezbollah pozostaje bliskim sojusznikiem Głównego Dowództwa LFWP. Obie organizacje łączy nienawiść do Izraela oraz bliskie stosunki z rządem Syryjskiej Republiki Arabskiej. Hezbollah pozwala Palestyńczykom na tworzenie struktur w kontrolowanych przez siebie obszarach Libanu i prowadzi z nimi współpracę operacyjną. Przykładem współdziałania grup terrorystycznych jest sprawa „Santorini”, łodzi wykorzystywanej do przemytu sprzętu wojskowego z Libanu do Strefy Gazy, skąd trafiał on do bojowników LFWP–GD na Zachodnim Brzegu i w północnym Izraelu. Wśród przemycanego sprzętu znalazły się wyrzutnie rakiet, pociski przeciwpancerne i rakiety przeciwlotnicze. Hezbollah zaangażował w przerzut co najmniej 25 bojowników i wydał na ten proceder dziesiątki tysięcy dolarów. Izraelczycy przechwycili „Santorini” w maju 2001 roku.

## Wsparcie zagraniczne
Rząd Syrii zapewnia organizacji wsparcie finansowe i logistyczne, szkolenia oraz bezpieczne schronienie. Wiadomo też, że grupa otrzymuje pomoc finansową ze strony Iranu.
Dawniej LFWP-GD mógł liczyć na wsparcie rządów Libii i Iraku.

## Ideologia
Wyznaje poglądy nacjonalistyczne. Od lat 80. w doktrynie Frontu pojawiają się także wątki islamistyczne.
Celem Frontu jest utworzenie niepodległego państwa palestyńskiego. Jest on przeciwny wszelkim porozumieniom z Izraelem i dąży do całkowitego zniszczenia tego państwa. LFWP–GD za jedyny instrument walki 
narodowowyzwoleńczej uznaje antyizraelskie działania zbrojne.
Od początku działalności, uznawany jest za sojusznika Syrii.

## Jako organizacja terrorystyczna
Główne Dowództwo LFPW znajduje się na listach organizacji terrorystycznych Departamentu Stanu USA, Kanady, Izraela, Unii Europejskiej i Wielkiej Brytanii.

## Kontrowersje
W mediach przez lata spekulowało się, że grupa mogła być rzeczywistym sprawcą zamachu nad Lockerbie z 21 grudnia 1988 roku. Pogłoski o udziale LFWP–GD podsycane były przez obrońców Libijczyków skazanych za tę zbrodnię. Grupa miała rzekomo przeprowadzić atak na zlecenie irańskiego rządu. W 2014 roku spekulacje obrońców potwierdzone zostały przez zbiegłego do Niemiec byłego oficera służb irańskich. Oficer stwierdził, że zamach nad Lockerbie miał być odwetem za omyłkowe zestrzelenie przez amerykański krążownik irańskiego Airbusa A300 z 290 pasażerami na pokładzie. Według byłego funkcjonariusza decyzję o ataku zatwierdzić miał sam ajatollah Ruhollah Chomejni. Dżibril za przeprowadzenie akcji miał rzekomo dostać od Irańczyków 6,5 miliona dolarów.